# Mangup
Mangup oder Mangup-Kale (ukrainisch Мангуп-Кале, Manhup-Kale; russisch Мангуп-Кале, Mangup-Kale, krimtatarisch Manğup [ˈmanɣup]) ist eine ehemalige befestigte Höhensiedlung auf der Krim, südlich von Bachtschyssaraj. Unter dem älteren Namen Dori ist es als Hauptstadt der Krimgoten bekannt. Die Siedlung befindet sich auf dem Tafelberg Mangup, dessen etwa 90 ha großes Plateau sich 250 m – 300 m über die umliegenden Täler erhebt. Auf drei Seiten boten steile Felswände der Höhensiedlung einen natürlichen Schutz. Die Mauern sind 1500 m lang, die Gesamtlänge der Befestigungsanlagen (mit natürlichen Felsbarrieren von 20 bis 70 m Höhe) beträgt 6600 m. Auf dem Gebiet der Festung befinden sich viele Quellen. Mangup liegt in der Nähe der Straße von Salesnoje nach Ternowka, in der Nähe der Ortschaft Chadschi-Sala.

## Geschichte

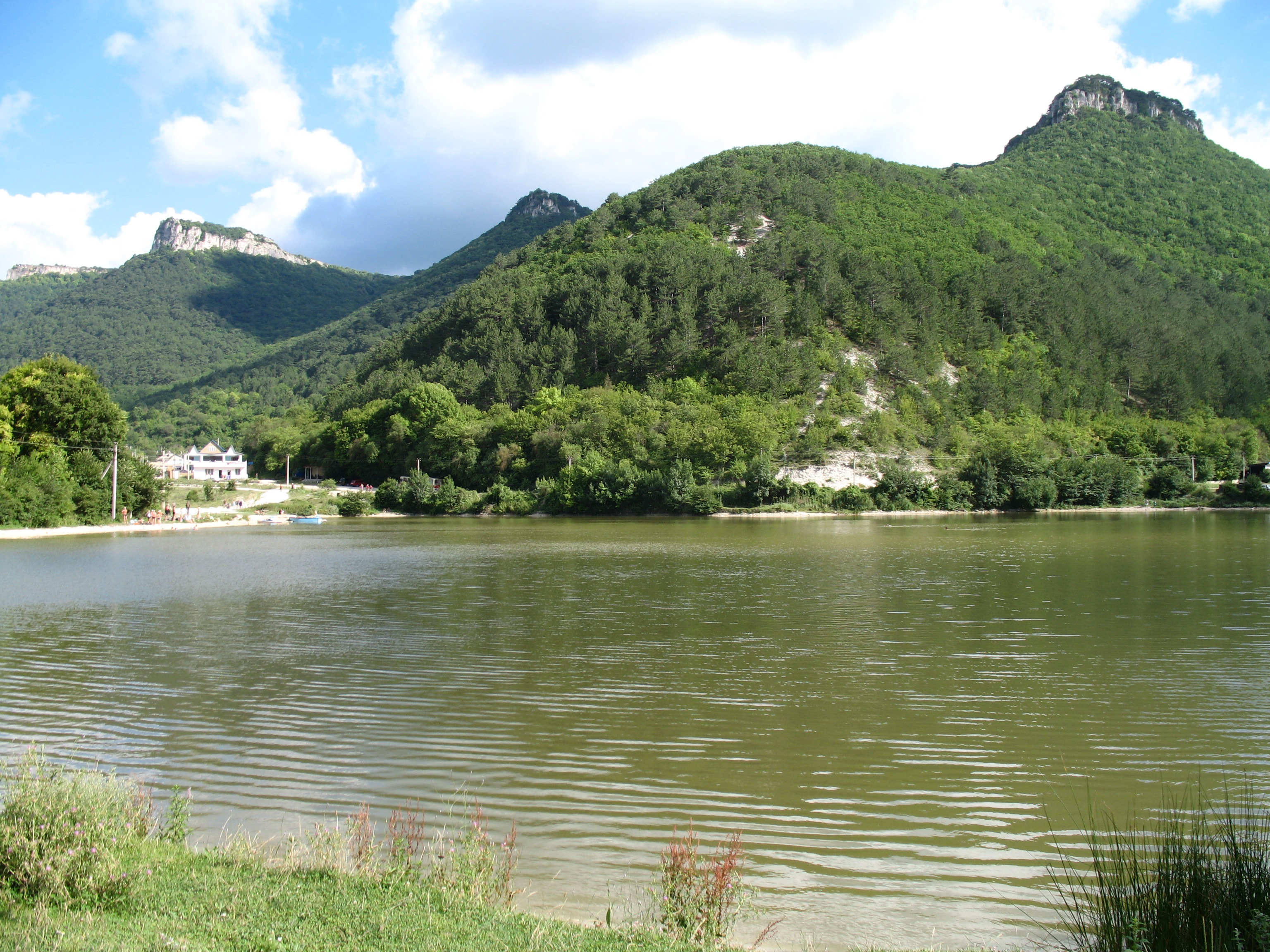
Mangup-Kale vom Tal aus gesehen

Die ältesten archäologischen Spuren datieren aus dem 5. Jahrhundert. Das Gräberfeld Almalyk aus dieser Zeit weist alano-gotische Elemente auf. Der Ort, der Dory oder Doros (Δόρυ, Δόρος) genannt wurde, ist von Kaiser Justinian I. befestigt worden, wie archäologische Untersuchungen bestätigten.
Im letzten Drittel des 8. Jahrhunderts kam Mangup unter chasarische Oberhoheit. Die Stadt erhielt neue Befestigungsanlagen. 786/87 kam es zu einem Aufstand gegen die Chasaren unter der Führung des Bischofs Johannes von Gothia und des so genannten Herrn von Gothia, dessen Sitz auf dem Berg Mangup lokalisiert wird. Mitte des 9. Jahrhunderts endete die Oberherrschaft der Chasaren. Der Ort verlor immer mehr an Bedeutung.
1361 befestigte der Hekatontarch Chuitani-Demetrios die Zitadelle von Mangup erneut. Theodoró (Θεοδωρώ), wie der Ort damals hieß, wurde Hauptstadt des Fürstentums Theodoro. Fürst Alexios ließ die Stadt ausbauen.
1396 besuchte der Priestermönch und Exarch Matthaios Theodoró und verfasste nach seiner Rückkehr ein Poem von 153 Versen im fünfzehnsilbigen Versmaß (Dekapentosyllab) über seinen Besuch in der zum Patriarchat Konstantinopel gehörenden Stadt. Der Text ist nur im Cod. Vat. gr. 952, einer Sammelhandschrift aus dem 15. Jahrhundert als Kopie überliefert.
1475 ließ der osmanische Heerführer Gedik Ahmed Pascha Theodoro/Mangup sechs Monate lang belagern, bevor er die Stadt im Dezember desselben Jahres einnehmen konnte. Mangup wurde ein bedeutender Vorposten des Osmanischen Reiches auf der Krim. 1493 zerstörte ein Großbrand die Stadt zum größten Teil. Durch den osmanischen Verwalter von Mangup, Tzula, wurde 1503 die Stadtmauer erneuert. 1520 lebten in Mangup 935 Menschen, 460 Griechen, 252 Anhänger der jüdischen Religionsgemeinschaft der Karäer, 188 Muslime und 35 Armenier.
1774 kam Mangup zum Krimchanat und 1783 zu Russland. Die Karäer verließen Mangup, die Synagoge wurde zerstört. Im 19. Jahrhundert wurde der Ort aufgegeben und verfiel.

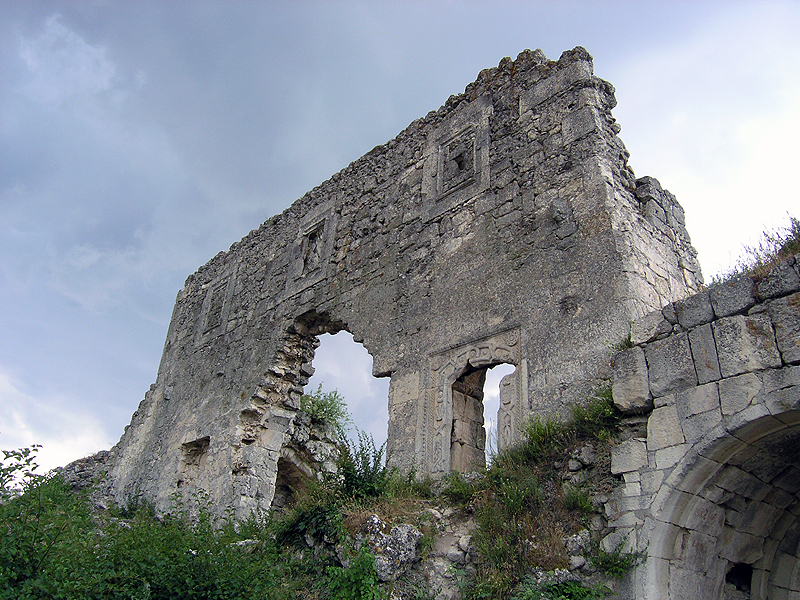
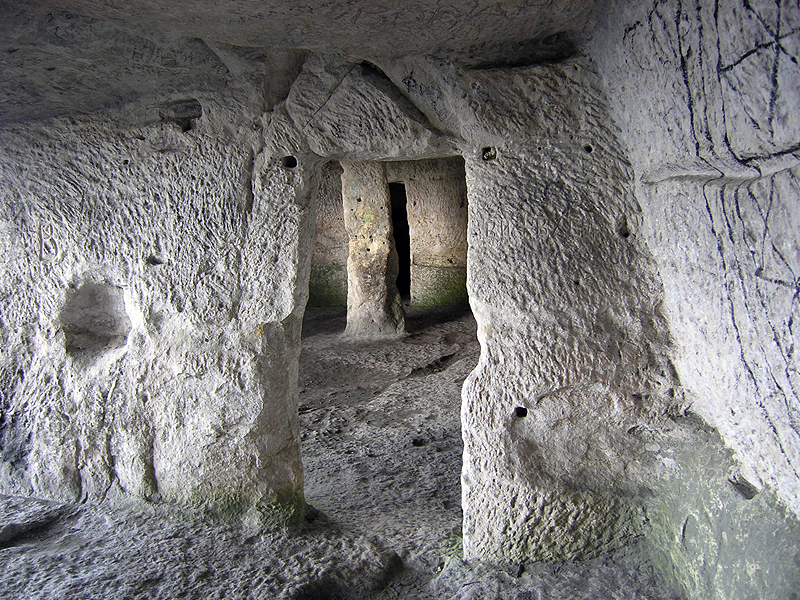
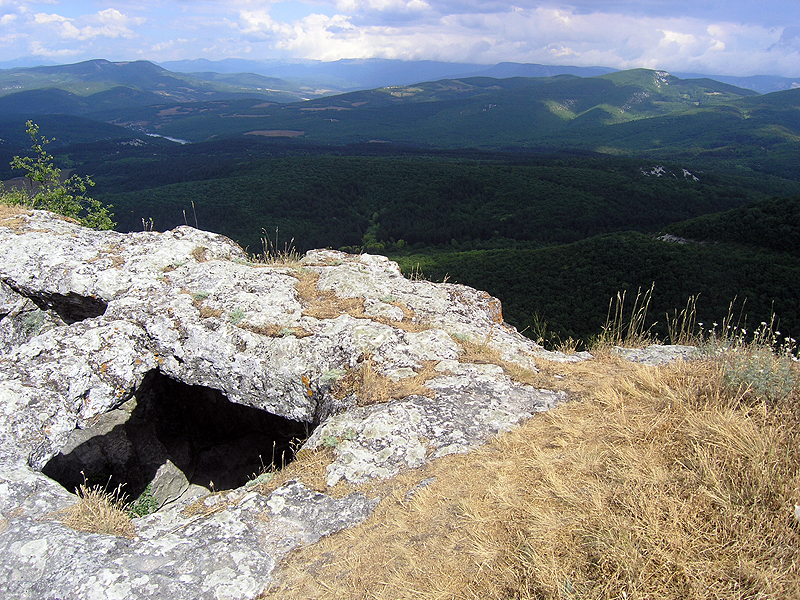